# Parafia Świętej Trójcy w Raciążu
Parafia Świętej Trójcy w Raciążu – parafia rzymskokatolicka, znajdująca się w diecezji pelplińskiej, w dekanacie Rytel.